# Tynset
Tynset ist eine Kommune im norwegischen Fylke Innlandet. Die Kommune hat 5722 Einwohner (Stand: 1. Januar 2025). Verwaltungssitz ist die gleichnamige Stadt Tynset. Die Stadt liegt am Ufer der Glåma.

## Geografie

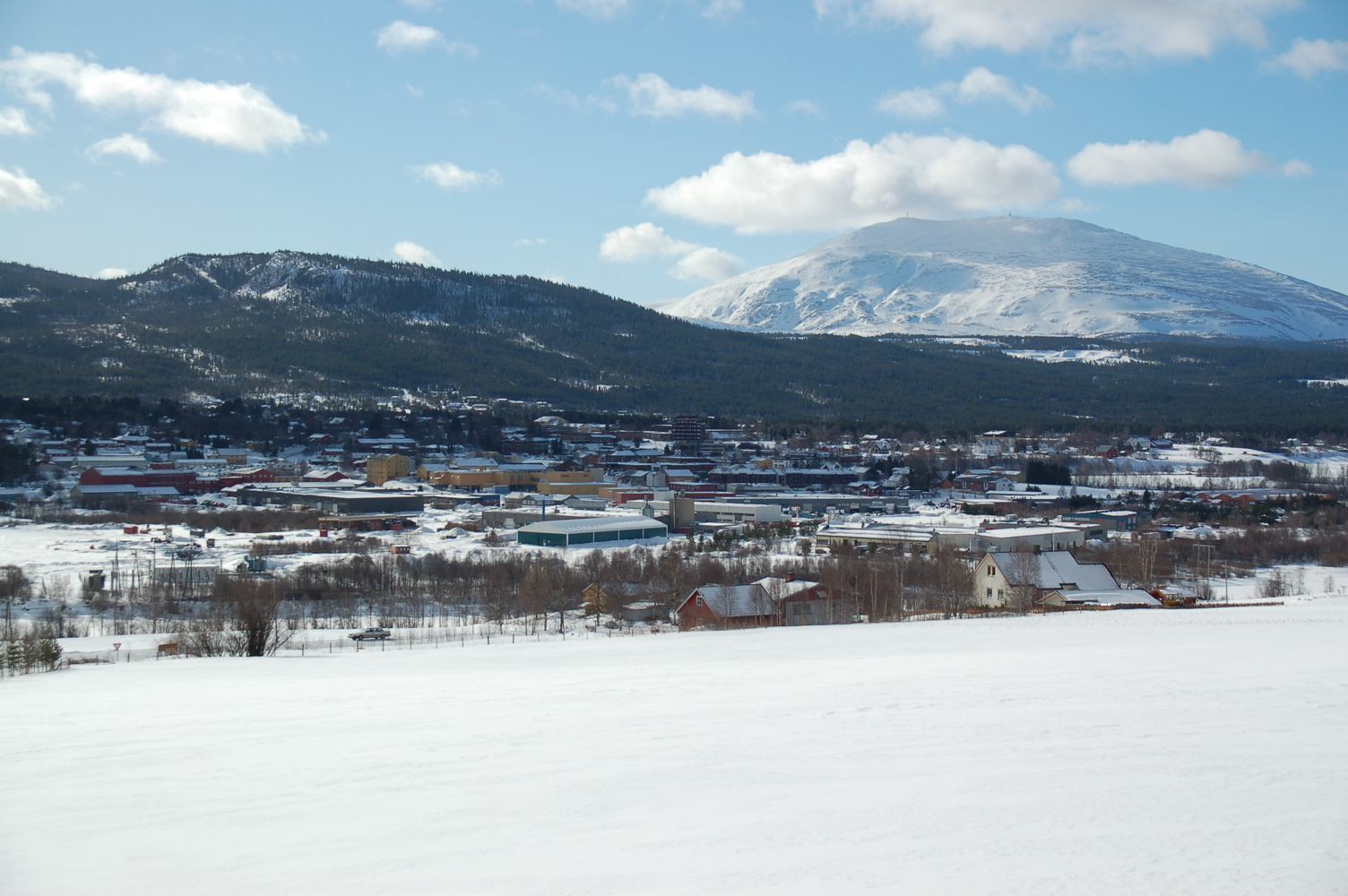
Blick auf die Stadt Tynset

Die Kommune Tynset liegt im Norden der Region Østerdalen im Norden des Fylkes Innlandet. Die Gemeinde grenzt im Norden an die Kommunen Rennebu und Midtre Gauldal, im Nordosten an Os, im Osten an Tolga, im Südosten an Rendalen, im Südwesten an Alvdal, im Westen an Folldal sowie im Nordwesten an Oppdal. Die drei nördlichen Nachbarkommunen Oppdal, Rennebu und Midtre Gaudal gehen ins Nachbarfylke Trøndelag ein.
Durch die Kommune fließt aus dem Nordosten kommend in Richtung Südwesten die Glåma, die in ihrem unteren Lauf in Südnorwegen den Namen Glomma trägt. Der Fluss ist der längste Norwegens. Am Ufer der Glåma liegt in der Kommune die Stadt Tynset. In der Stadt mündet die Tunna, die aus dem Nordwesten auf die Stadt zufließt, in die Glåma. Auf der Grenze zur Kommune Alvdal im Süden liegt der See Savalen. Die Gesamtfläche der Kommune beträgt 1.880,26 km², wobei Binnengewässer zusammen 57,8 km² ausmachen.
Im Norden der Kommune liegt der obere Abschnitt des Tals Orkdalen. Durch das Tal fließt die Orkla Richtung Norden. Sowohl südöstlich als auch nordöstlich der Glåma befinden sich Berge, die Höhen von über 1000 moh. erreichen. Der Gipfel Tydalstoppen der Erhebung Blåtronden auf der Südgrenze zu Alvdal stellt mit einer Höhe von 1653,43 moh. den höchsten Punkt der Kommune Tynset dar. Der Nordosten der Kommune geht in den im Jahr 2001 gegründeten Forollhogna-Nationalpark (norwegisch Forollhogna nasjonalpark) ein. Der Nationalpark erstreckt sich über mehrere Kommunen in den Fylkern Innlandet und Trøndelag und hat eine Fläche von insgesamt rund 1061 km². Das Schutzziel des Nationalparks ist der Erhalt der zusammenhängenden, weitgehend unberührten Gebirgslandschaft in diesem Gebiet.

## Einwohner
Am dichtesten besiedelt ist das Areal entlang der Glåma. Auch in den Seitentäler liegen einige kleinere Ansiedlungen. Als eine von nur wenigen Kommunen in der Region hatte Tynset nach dem Ende des Zweiten Weltkriegs steigende Einwohnerzahlen zu verzeichnen. Die Stadt Tynset ist der einzige sogenannte Tettsted, also die einzige Ansiedlung, die für statistische Zwecke als eine städtische Siedlung gewertet wird. Zum 1. Januar 2024 lebten dort 2976 Einwohner.
Die Einwohner der Gemeinde werden Tynseting genannt. Tynset hat wie viele andere Kommunen der Provinz Innlandet weder Nynorsk noch Bokmål als offizielle Sprachform, sondern ist in dieser Frage neutral.
| Jahr          | 1986 | 1990 | 1995 | 2000 | 2005 | 2010 | 2015 | 2020 | 2025 |
| ------------- | ---- | ---- | ---- | ---- | ---- | ---- | ---- | ---- | ---- |
| Einwohnerzahl | 5392 | 5356 | 5382 | 5473 | 5405 | 5490 | 5562 | 5578 | 5722 |

## Geschichte

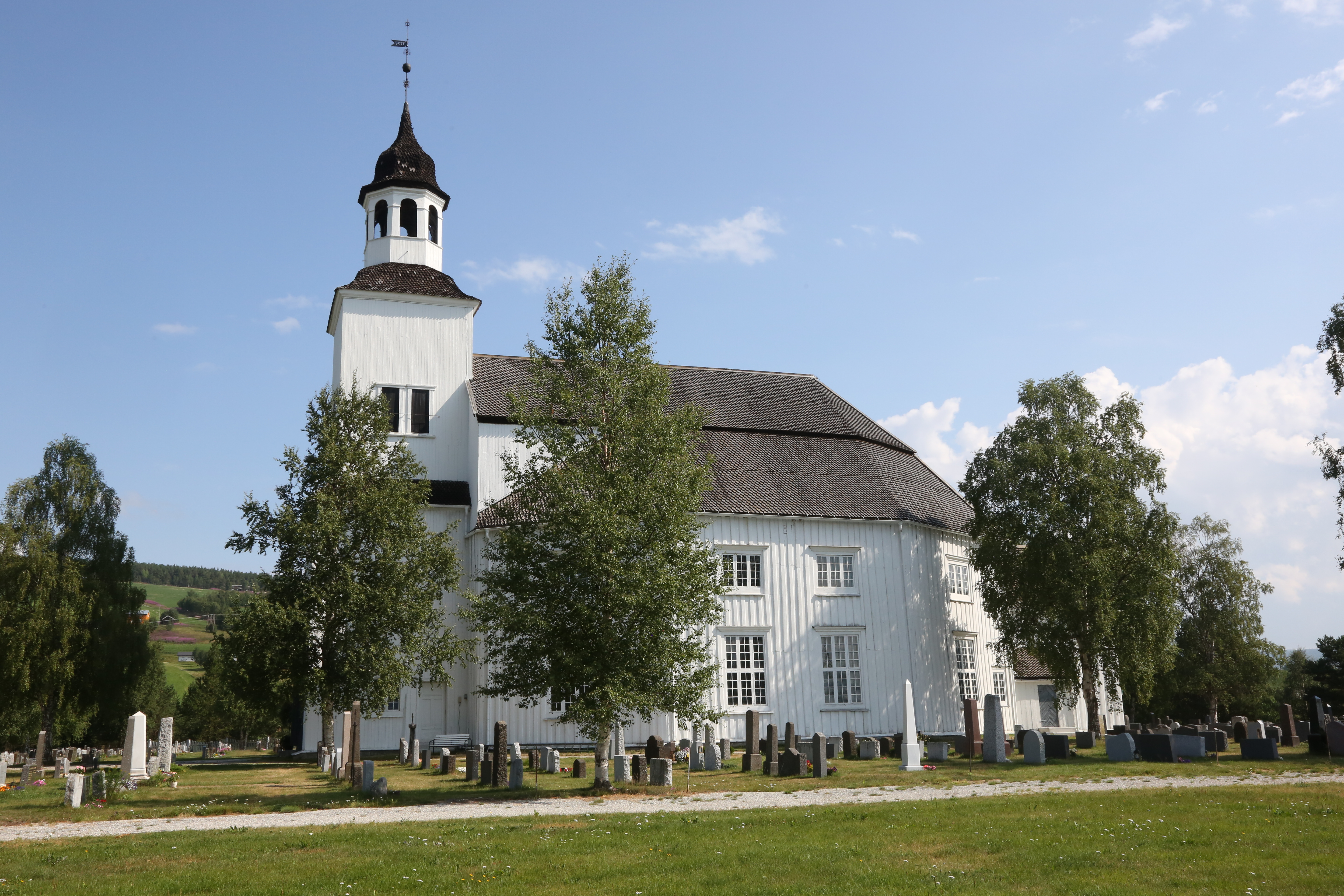
Die Tynset kirke

Die Kommune Tynset entstand im Rahmen der Einführung der lokalen Selbstverwaltung im Jahr 1837. Im Jahr 1864 wurde die heutige Kommune Alvdal unter dem Namen Lille-Elvdal von Tynset abgespalten. Lille-Elvdal hatte bei seiner Gründung 3216 Einwohner, während Tynset mit 2975 Einwohnern verblieb. Zum 1. Januar 1966 wurde ein von 664 Personen bewohntes Gebiet von Kvikne an Tynset überführt. Die restliche Kommune Kvikne ging zu diesem Zeitpunkt an Rennebu im damaligen Fylke Sør-Trøndelag über. Im Jahr 1970 wurde ein Areal mit fünf Einwohnern von Tynset an Rennebu überführt. Im Jahr 1984 kam es zu einer Verschiebung der Grenzen zwischen Tynset und Rendalen, wobei jedoch nur unbewohntes Terrain betroffen war. Bis zum 31. Dezember 2019 gehörte Tynset dem damaligen Fylke Hedmark an. Dieses ging im Zuge der Regionalreform in Norwegen in das zum 1. Januar 2020 neu geschaffene Fylke Innlandet über.
In der Kommune liegen mehrere Kirchen. Die Tynset kirke steht in der Stadt Tynset und wurde im Jahr 1795 erbaut, nachdem die 1708 fertiggestellte Vorgängerkirche bei einem Brand im Jahr 1792 zerstört worden war. Bei der neuen Kirche handelt sich um eine Holzkirche mit achteckigem Grundriss. Vorbild beim Bau des Gebäudes war die Kirche in der Stadt Røros. Die Kvikne kirke wurde bereits 1654 erbaut. Bei der Kirche im Norden der Kommune handelt es sich um ein Gebäude mit kreuzförmigem Grundriss. Im Jahr 1736 wurde die Tylldalen kirke fertiggestellt. Die Holzkirche wurde vom Architekten Karl Brandvold gemeinsam mit seinem Sohn Arne Brandvold-Sevilhaug errichtet. Die Brydalen kirke wurde 1884 erbaut. Auch bei ihr handelt es sich um eine Holzkirche.
Der Ort Tynset erhielt durch einen Beschluss des Kommunalparlaments von Tynset im Jahr 2020 den Stadtstatus.

## Wirtschaft und Infrastruktur

### Verkehr
Durch die Kommune verläuft der Riksvei 3. Dieser führt von Süden kommend parallel zur Glåma bis in die Stadt Tynset. Von dort führt der Riksvei in den Nordwesten entlang der Tunna und weiter entlang der Orkla. Etwas nordwestlich der Kommune mündet die Straße in die Europastraße 6 (E6). Von der Stadt Tynset führt der Fylkesvei 30 entlang der Glåma weiter in den Nordosten. Entlang der Glåma führt zudem die Bahnlinie Rørosbanen durch die Kommune. Der Bahnhof in Tynset wurde im Jahr 1877 eröffnet, als auch die Rørosbanen fertiggestellt wurde. Der Bahnhof in Tynset ist rund 350 Schienenkilometer vom Osloer Hauptbahnhof Oslo S entfernt.

### Wirtschaft

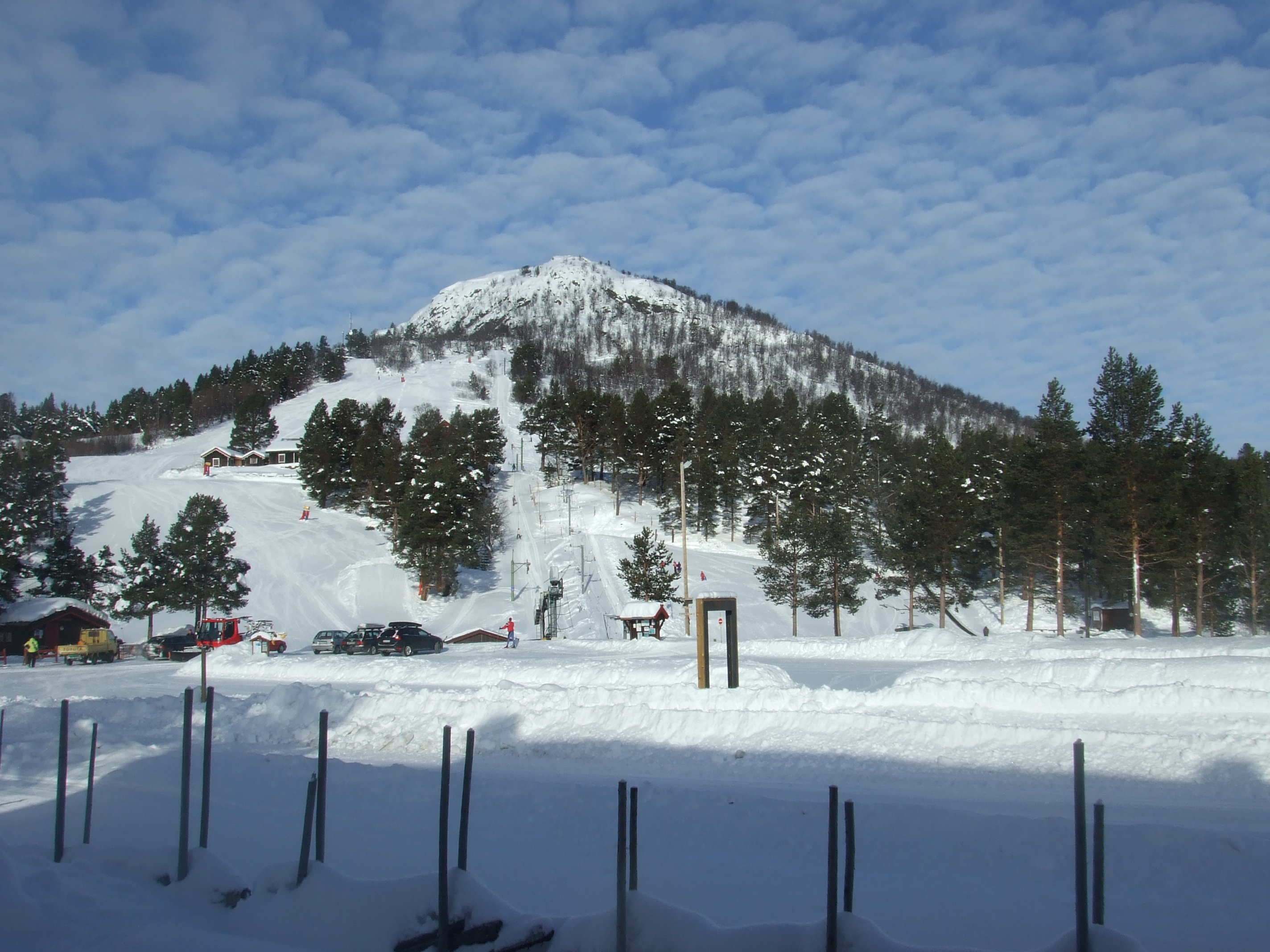
Skipiste in Tynset

Die Landwirtschaft ist für Tynset von größerer wirtschaftlicher Bedeutung. Vor allem entlang der Glåma befinden sich für die Landwirtschaft gut geeignete Böden. Die meisten landwirtschaftlich genutzten Flächen sind aufgrund der Höhenlage Grünland. Dieses bildet die Grundlage für die Milchproduktion von Tynset. Viele Höfe sind zudem in der Forstwirtschaft tätig. Von eher geringer Bedeutung ist die Industrie, die insgesamt kaum Arbeitsplätze hat und von der Lebensmittelindustrie dominiert wird. Der Tourismus spielt aufgrund des Durchgangsverkehrs eine gewisse Rolle. Am See Savalen befindet sich ein Skigebiet.
In der Kommune liegen zwei Wasserkraftwerke. Diese sind das Kraftwerk Litjfossen und das Kraftwerk Ulset. Das Kraftwerk Litjfossen wurde 1982 in Betrieb genommen und hatte zwischen 1991 und 2020 eine mittlere Jahresproduktion von rund 136 GWh. Am Kraftwerk liegt eine Fallhöhe von  etwa 285 Metern vor. Das zweite Kraftwerk der Kommune hatte in diesem Zeitraum eine mittlere Jahresproduktion von rund 130 GWh und ist seit 1985 in Betrieb. Dort wird eine Fallhöhe von etwa 320 Metern ausgenutzt. Im Jahr 2021 arbeiteten von rund 3000 Arbeitstätigen etwa 2400 in Tynset selbst. Über 100 Personen pendelten in die Nachbarkommune Alvdal, die restlichen Pendler verteilten sich auf Kommunen wie Tolga und Oslo.

## Name und Wappen
Das seit 1985 offizielle Wappen der Kommune zeigt den silberfarbenen Kopf eines Elches. Das Wappen soll die in Tynset beheimateten Elche darstellen. Tynset wurde zirka im Jahr 1530 als Tunneseter erwähnt. Der erste Teil des Namens leitet sich vom Flussnamen Tunna ab. Dessen genaue Bedeutung ist nicht gesichert. Der Namensbestandteil -set bedeutet Wohnort oder Siedlung.

## Sonstiges
Der Schriftsteller Wolfgang Hildesheimer veröffentlichte 1965 einen Roman mit dem Titel Tynset. Ebenso wie der Ich-Erzähler des Romans kannte Hildesheimer Tynset jedoch nur aus dem Kursbuch der Norges Statsbaner (NSB).

## Persönlichkeiten
- Bjørnstjerne Bjørnson (1832–1910), Dichter, Literaturnobelpreisträger und Politiker
- Karen Grønn-Hagen (1903–1982), Politikerin
- Olav Gjærevoll (1916–1994), Politiker (Arbeiderpartiet), Minister, Bürgermeister, Botaniker und Hochschullehrer
- Gert Nygårdshaug (* 1946), Schriftsteller
- Willy Olsen (* 1950), Eisschnellläufer
- Berit Nordstad (* 1982), Skilangläuferin und Biathletin
- Per Martin Sandtrøen (* 1985), Politiker
- Nils Kristen Sandtrøen (* 1989), Politiker
- Marion Rønning Huber (* 1991), Biathletin
- Vegard Gjermundshaug (* 1992), Biathlet